# نيسرية دنتية
نيسرية دنتية (الاسم العلمي: Neisseria dentiae) هي نوع من البكتيريا تتبع جنس النيسرية من فصيلة نظيرات النيسرية.